# Сервиль
Серви́ль (фр. Cerville) — коммуна во французском департаменте Мёрт и Мозель, региона Лотарингия. Относится к  кантону Томблен.

## География

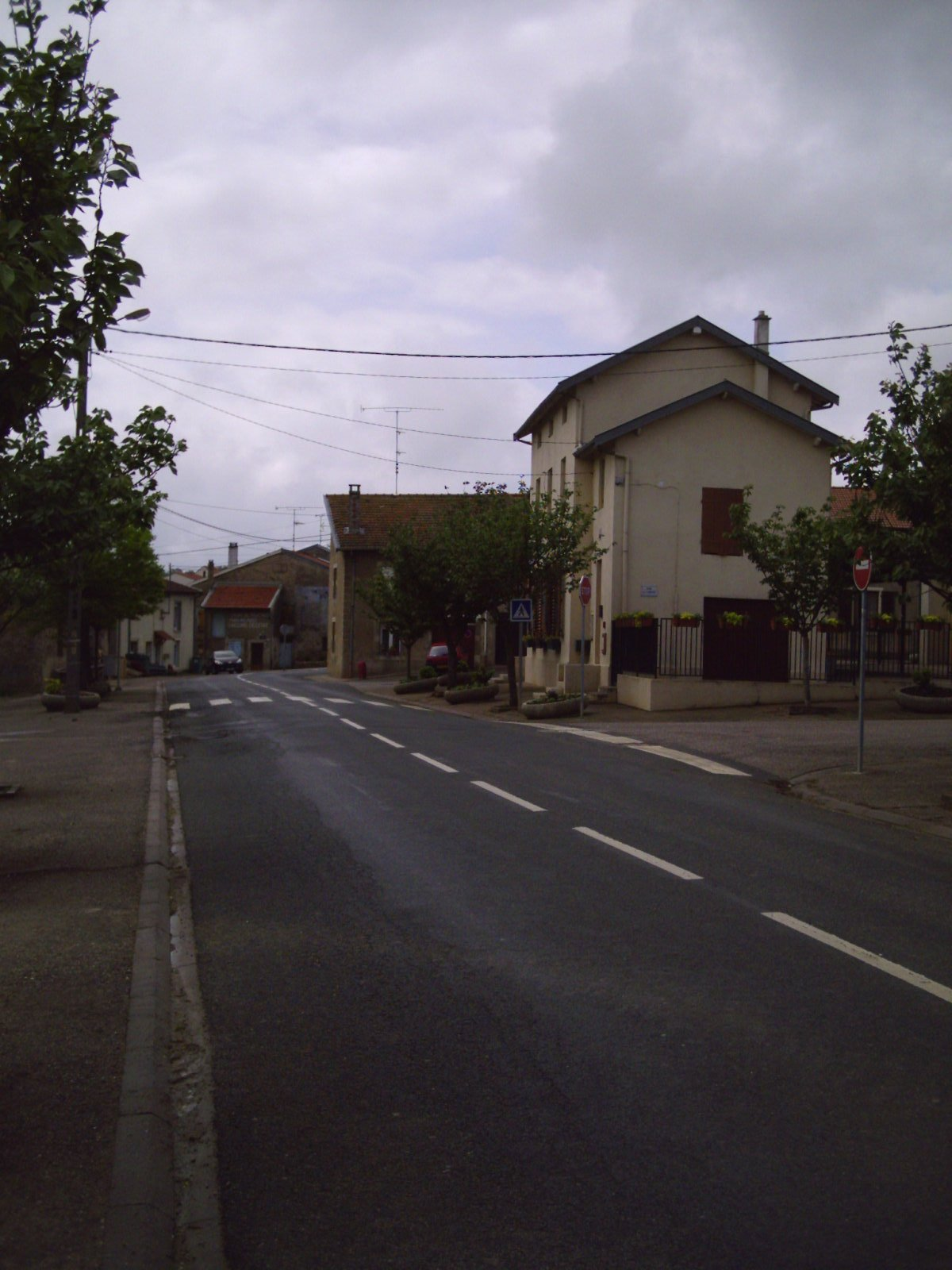
Сервиль.

Сервиль расположен в 10 км к востоку от Нанси. Соседние коммуны: Велен-су-Аманс на севере, Бюиссонкур на юго-востоке, Ленонкур на юге, Сешам и Пюльнуа на западе.

## Демография
Население коммуны на 2010 год составляло 586 человек.
| 1962 | 1968 | 1975 | 1982 | 1990 | 1999 | 2010 |
| ---- | ---- | ---- | ---- | ---- | ---- | ---- |
| 147  | 158  | 192  | 449  | 493  | 547  | 586  |